# Erythrura
Erythrura is een geslacht van zangvogels uit de familie prachtvinken (Estrildidae).

## Soorten
Het geslacht kent de volgende soorten:
- Erythrura coloria  – Mindanaopapegaaiamadine
- Erythrura cyaneovirens  – Samoapapegaaiamadine
- Erythrura hyperythra  – Bamboepapegaaiamadine
- Erythrura kleinschmidti  – Rozebekpapegaaiamadine
- Erythrura papuana  – Papoeapapegaaiamadine
- Erythrura pealii  – Fijipapegaaiamadine
- Erythrura prasina  – Indische papegaaiamadine
- Erythrura psittacea  – Roodkoppapegaaiamadine
- Erythrura regia  – Koningspapegaaiamadine
- Erythrura trichroa  – Blauwmaskerpapegaaiamadine
- Erythrura tricolor  – Tanimbarpapegaaiamadine
- Erythrura viridifacies  – Manillapapegaaiamadine